# An Chang-gun
An Chang-gun (ur. 29 czerwca 1986) – południowokoreański zapaśnik w stylu klasycznym. Zajął ósme miejsce na mistrzostwach świata w 2009. Brązowy medal na igrzyskach azjatyckich w 2010. Złoto na mistrzostwach Azji w 2013, brąz w 2011 i 2012. Szósty w Pucharze Świata w 2013 roku.